# Campionati italiani primaverili di nuoto 1977
I ventiquattresimi campionati italiani primaverili di nuoto si sono svolti a Roma dal 18 al 20 marzo 1977. È stata utilizzata la vasca da 50 metri.

## Podi

### Uomini
| Evento               | Oro                                                                       | Tempo    | Argento                                                                  | Tempo    | Bronzo                                                                                      | Tempo    |
| Stile libero         |                                                                           |          |                                                                          |          |                                                                                             |          |
| 100 m                | Marcello Guarducci                                                        | 52"46    | Roberto Pangaro                                                          | 53"95    | Paolo Revelli                                                                               | 54"01    |
| 200 m                | Marcello Guarducci                                                        | 1'55"92  | Paolo Revelli                                                            | 1'56"43  | Giorgio Quadri                                                                              | 1'58"87  |
| 400 m                | Giorgio Quadri                                                            | 4'05"91  | Paolo Revelli                                                            | 4'06"25  | Marcello Guarducci                                                                          | 4'08"27  |
| 1500 m               | Giorgio Quadri                                                            | 16'13"95 | Giovanni Nagni                                                           | 16'14"88 | Sergio Affronte                                                                             | 16'53"50 |
| Dorso                |                                                                           |          |                                                                          |          |                                                                                             |          |
| 100 m                | Enrico Bisso                                                              | 59"83    | Stefano Bellon                                                           | 1'01"08  | Daniele Cerabino                                                                            | 1'02"15  |
| 200 m                | Stefano Bellon                                                            | 2'07"67  | Daniele Cerabino                                                         | 2'12"54  | Lucio Notturni                                                                              | 2'14"20  |
| Rana                 |                                                                           |          |                                                                          |          |                                                                                             |          |
| 100 m                | Giorgio Lalle                                                             | 1'05"27  | Giancarlo Mauro                                                          | 1'09"29  | Sandro Vettore                                                                              | 1'11"07  |
| 200 m                | Giorgio Lalle                                                             | 2'24"71  | Giancarlo Mauro                                                          | 2'31"62  | Cesare Fabbri                                                                               | 2'32"31  |
| Farfalla             |                                                                           |          |                                                                          |          |                                                                                             |          |
| 100 m                | Paolo Barelli                                                             | 58"73    | Riccardo Urbani                                                          | 58"97    | Carlo Rossato                                                                               | 59"59    |
| 200 m                | Carlo Rossato                                                             | 2'08"95  | Emanuele Armellini                                                       | 2'10"73  | Alesandro Griffith                                                                          | 2'11"05  |
| Misti                |                                                                           |          |                                                                          |          |                                                                                             |          |
| 200 m                | Giorgio Lalle                                                             | 2'13"98  | Vittorio Alberti                                                         | 2'14"49  | Salvatore Nania                                                                             | 2'14"67  |
| 400 m                | Vittorio Alberti                                                          | 4'42"01  | Salvatore Nania                                                          | 4'49"25  | Maurizio Divano                                                                             | 4'50"24  |
| Staffette            |                                                                           |          |                                                                          |          |                                                                                             |          |
| 4x100 m stile libero | De Gregorio Augusto Papini Riccardo Urbani Marco Dell'Uomo Paolo Revelli  | 3'41"73  | Fiamme Oro Paolo Barelli Luigi Barelli Michele D'Oppido Enrico Bisso     | 3'43"40  | Circolo Sportivo Carabinieri Paolo Martinetto Mario Lovisolo Berlincioni Marcello Guarducci | 3'43"48  |
| 4x200 m stile libero | De Gregorio Paolo Revelli Marco Dell'Uomo Riccardo Urbani Augusto Papini  | 8'05"36  | Lazio Nuoto Giorgio Quadri Tomassini Carlo Rossato Fabio Bracaglia       | 8'10"43  | Canottieri Napoli Corbino Mario Mangano Dublino Maurizio Castagna                           | 8'17"23  |
| 4x100 m misti        | Fiamme Gialle-SNAM Enrico Bisso Giorgio Lalle Paolo Barelli Luigi Barelli | 3'59"77  | De Gregorio Lucio Notturni Giancarlo Mauro Riccardo Urbani Paolo Revelli | 4'03"31  | Lazio Nuoto Tomassini Gilberto Giberti Carlo Rossato Giorgio Quadri                         | 4'09"25  |

### Donne
| Evento               | Oro                                                                       | Tempo   | Argento                                                                                  | Tempo   | Bronzo                                                                          | Tempo    |
| Stile libero         |                                                                           |         |                                                                                          |         |                                                                                 |          |
| 100 m                | Maria Cristina Ponteprimo                                                 | 1'01"30 | Cinzia Savi Scarponi                                                                     | 1'01"44 | Carol Galimberti                                                                | 1'02"02  |
| 200 m                | Giuditta Pandini                                                          | 2'11"63 | Laura Sterni                                                                             | 2'12"05 | Cinzia Savi Scarponi                                                            | 2'12"11  |
| 400 m                | Paola Longhi                                                              | 4'33"34 | Roberta Felotti                                                                          | 4'35"28 | Sonia Rosini                                                                    | 4'37"30  |
| 800 m                | Roberta Felotti                                                           | 9'17"06 | Giuditta Pandini                                                                         | 9'19"04 | Paola Longhi                                                                    | 9'19"64  |
| Dorso                |                                                                           |         |                                                                                          |         |                                                                                 |          |
| 100 m                | Francesca De Martino                                                      | 1'09"27 | Paola Cesari                                                                             | 1'09"55 | Benedetta Pecchioli                                                             | 1'09"66  |
| 200 m                | Tiziana Bertolani                                                         | 2'27"54 | Daniela Residori                                                                         | 2'28"63 | Paola Cesari                                                                    | 2'28"65  |
| Rana                 |                                                                           |         |                                                                                          |         |                                                                                 |          |
| 100 m                | Iris Corniani                                                             | 1'17"37 | Tiziana Rachetto                                                                         | 1'19"13 | Monica Corò                                                                     | 1'19"16  |
| 200 m                | Claudia Corradi                                                           | 2'49"69 | Sabrina Seminatore                                                                       | 2'51"64 | Maria Giovanna Gritti-Morlacchi                                                 | 2'51"86  |
| Farfalla             |                                                                           |         |                                                                                          |         |                                                                                 |          |
| 100 m                | Cinzia Rampazzo                                                           | 1'05"21 | Carol Galimberti                                                                         | 1'05"73 | Donatella Schiavon                                                              | 1'06"71  |
| 200 m                | Cinzia Rampazzo                                                           | 2'20"74 | Cristina Quintarelli                                                                     | 2'24"03 | Carla Di Seri                                                                   | -2'24"21 |
| Misti                |                                                                           |         |                                                                                          |         |                                                                                 |          |
| 200 m                | Cinzia Rampazzo                                                           | 2'30"79 | Manuela Calebotta                                                                        | 2'31"50 | Cristina Grugni                                                                 | 2'33"02  |
| 400 m                | Giuditta Pandini                                                          | 5'10"2  | Paola Longhi                                                                             | 5'15"8  | Anna Bertasi                                                                    | 5'18"6   |
| Staffette            |                                                                           |         |                                                                                          |         |                                                                                 |          |
| 4x100 m stile libero | Roma Nuoto Paola Persi Di Seri Giuliana Scornayenchi Cinzia Savi Scarponi | 4'11"45 | Libertas Dino Rora Susanna Falchero De Marco Roberta Pavanello Maria Cristina Ponteprimo | 4'14"97 | Triestina Nuoto Pavone Giulia Pettener Maurizia Lenardon Laura Sterni           | 4'15"66  |
| 4x200 m stile libero | San Donato Stella Pergola Giuditta Pandini Paola Longhi Roberta Felotti   | 8'58"05 | Fiat Ricambi Anna Bertasi Barbara Cassinelli Marina Cavallero Patrizia Zebellin          | 9'00"69 | Lazio Nuoto Barachini Giuliana Scornayenchi Donatella Talpo Antonella Valentini | 9'04"65  |
| 4x100 m stile misti  | De Gregorio Polegri Pace Cristina Quintarelli Fabiola Cinque              | 4'39"00 | Andrea Doria Paola Cesari Sabrina Negroponte Monica Dolcini Maggiali                     | 4'39"03 | Triestina Nuoto Giulia Pettener Maurizia Lenardon Belleli Laura Sterni          | 4'43"44  |